# Constant Burniaux
Constant Burniaux, né le 1er août 1892 à Bruxelles et mort dans sa ville natale le 9 février 1975, est un écrivain et poète belge.

## Biographie
Constant Burniaux a épousé Jeanne Taillieu (décédée en 1985), essayiste et autrice de contes pour enfants. Ils sont les parents de l'écrivain Jean Muno (Robert Burniaux).
Après avoir reçu une formation d'instituteur, il fait carrière dans l'enseignement primaire, comme d'autres écrivains belges de son temps Maurice Carême, Albert Ayguesparse, Andrée Sodenkamp, Pierre Coran qui étaient instituteurs ou régent comme Adrienne Bruyère, et a parallèlement une abondante production littéraire. Il s'était établi à Linkebeek.
Il est reçu à l'Académie royale de langue et de littérature françaises de Belgique, comme membre belge littéraire au fauteuil 28 où il siège de 1945 à 1975.
Il existe de lui un portrait par le peintre Lismonde.
Yves Gandon écrit pour sa poésie: « Sa voix, discrète et franche, simple et pure, enfonce dans le cœur une pointe aiguë constamment préoccupée d'exprimer moins l'inexprimable que tout l'exprimable de la vie quotidienne. C'est un poète naturel, spontané, presque a l’état brut. Sa technique n'a pour objet que d’adhérer, le plus rigoureusement qu'il se peut, à la sensation, à l'émotion, aux intermittences du cœur et de la pensée." On doit également à Constant Burniaux une trentaine de romans, recueils de nouvelles et livres pour la jeunesse ».

## Publications littéraires
- 1920 : Sensations et souvenirs de la guerre.
- 1923 : Le Film en flamme.
- 1925 : La Bêtise.
- 1927 : Poèmes en prose.
- 1928 : Les brancardiers.
- 1929 : Les Maîtres d'école.
- 1929 : Une petite vie.
- 1930 : Les Désarmés.
- 1930 : Crânes tondus.
- 1932 : L'Aquarium.
- 1933 : La Quinzaine du Plaisir.
- 1935 : Le Village.
- 1939 : La Grotte
- 1948 : Les abandonnés, prix triennal du roman.
- 1951 : Ondes courtes.
- 1961 : Poemes choisis
- 1962 : Voyages
- 1966 : Anthologie de sa Poesie 1922-1963

## Hommages et distinctions
Il est honoré du prix Auguste Beernaert en 1931 et en 1948 du Prix triennal du roman pour son roman Les Abandonnés.
La distinction suivante lui a été décernée en 1958 par le roi Baudouin 1er:
- Grand officier de l'ordre de la Couronne (Belgique).

## Iconographie
- Portrait du poète Constant Burniaux par Lismonde, 1942 (Musées royaux de beaux-arts de Belgique).